# District de Kỳ Anh
Kỳ Anh est un district de la province de Hà Tĩnh dans la côte centrale du Nord au Viêt Nam. 

## Présentation
Le district a une superficie de 1 058 km2. 
Le chef-lieu du district est Kỳ Anh.